# Stadtbad Lichtenberg
Das Stadtbad Lichtenberg (auch Hubertusbad oder Hupe genannt) ist eine im Jahr 1928 eröffnete Bade- und Schwimmanstalt in der Hubertusstraße im Berliner Ortsteil Lichtenberg, die seit 1991 wegen Baumängeln und fehlenden Geldes geschlossen ist. Das Gebäude steht unter Denkmalschutz. Der Senat von Berlin und die Bezirksverwaltung von Lichtenberg versuchen seit der Schließung Investoren, neue Nutzer oder neue Nutzungsmöglichkeiten zu finden.

## Geschichte bis 2005
Als Lichtenberg 1907 in den Rang einer Stadt erhoben wurde und sein erstes Rathaus besaß, plante die Stadtverwaltung auch die entsprechenden städtischen Einrichtungen wie ein Amtsgericht, ein Krankenhaus, ein Entbindungsheim, Schulen und ein Volksbad.
Die Kommune erwarb ein 3800 m² großes Grundstück an der Frankfurter Allee und gründete eine Kommission für die Erbauung einer Volksbadeanstalt, besetzt mit sieben Stadtverordneten und sieben Bürgerdeputierten. Architekten lieferten sogar in der Zeit des Ersten Weltkriegs Baupläne für eine solche öffentliche Badeeinrichtung. Der erste Spatenstich erfolgte im Jahr 1919 und die Fundamente wurden gelegt. Weil Lichtenberg 1920 als Bezirk nach Groß-Berlin eingemeindet wurde und seinen Stadtstatus verlor (und sicherlich auch wegen knapper Kassen unmittelbar nach dem Krieg), wurden die Bauarbeiten eingestellt. Erst 1925, nach Überwindung der Inflation, wurde weitergebaut, nachdem die Ingenieur-Architekten Rudolf Gleye und Otto Weis die vorhandenen Pläne aktualisiert hatten. Es entstand ein mehrgliedriger kubischer Baukörper im Stil des Expressionismus mit – nach damaligen Vorstellungen – sehr modernen Ausstattungen:
- Medizinische Bäder,

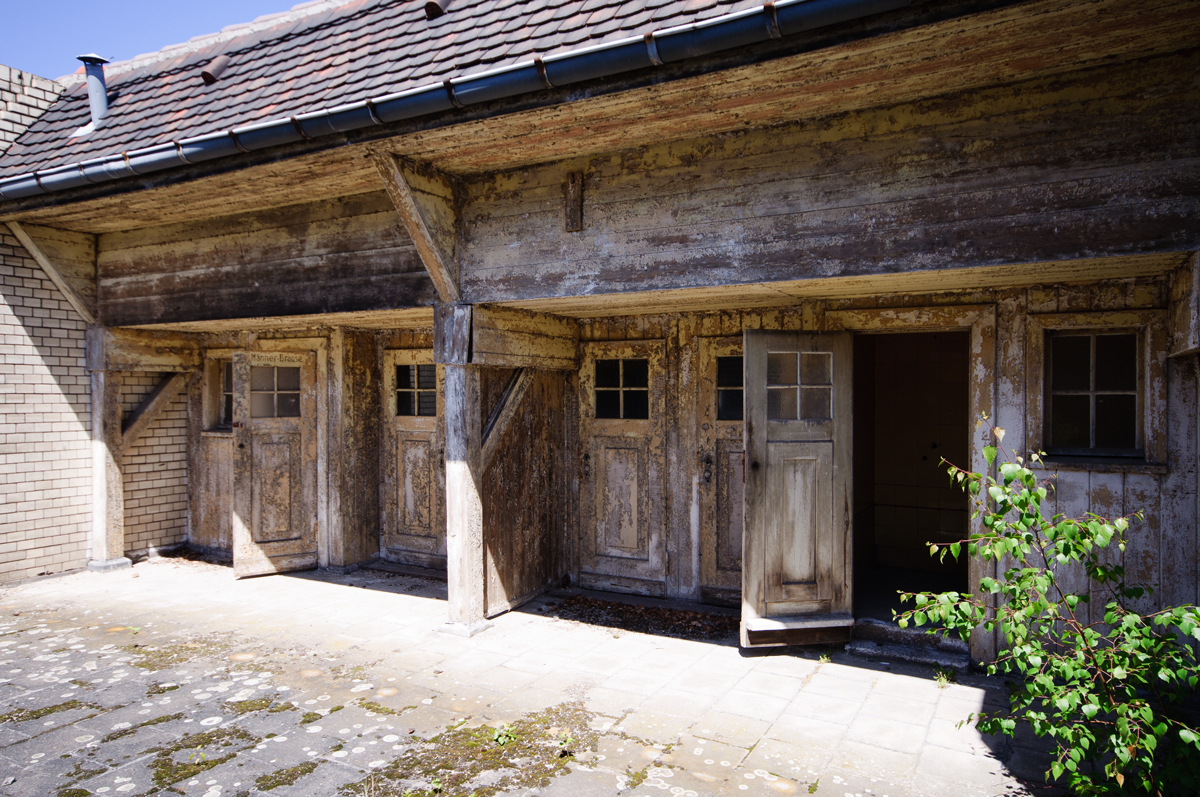
Sonnenterrasse mit Dusche für Männer (Zustand 2009)

- eine russisch-römische Abteilung als Saunabereich mit Warm- und Heißluftraum, Massagekabinen und einem Duschenraum mit Kaltwasserbecken,
- je ein großer Wassertauschbehälter im Keller (wodurch eine schnelle Reinigung des Wassers der Schwimmbecken möglich war),
- je ein frei gelagertes Schwimmbecken (Bau im Bau) für Frauen (20 m lang: „kleines Becken“) und Männer (25 m lang: „großes Becken“),
- Wannenabteilung und Brauseabteilung sowie Galerien zu den Schwimmhallen,
- ein Gymnastiksaal und Bereiche für physiotherapeutische Behandlungen,
- eine Sonnenterrasse sowie
- ein Fahrstuhl.

Die Einweihung des Hubertusbades nahm der Berliner Oberbürgermeister Gustav Böß am 2. Februar 1928 vor.
Unter der Parole „Volksgesundheit und Ertüchtigung“ nutzten alsbald Lichtenberger Familien und auch erste Schwimmsportvereine die beiden Hallen; die Geschlechtertrennung war bald nicht mehr aktuell.
Im Zweiten Weltkrieg beschädigte eine Sprengbombe das Gebäude an der Nordwestseite, es blieb aber noch funktionstüchtig. Außerdem gingen durch die Druckwellen die meisten Scheiben zu Bruch. Das Bad wurde notdürftig repariert.
Da organisierter Volkssport von den Alliierten Siegermächten nach 1945 nicht sofort zugelassen wurde, stand das Bad zunächst einige Zeit leer. Aber die SMAD ermöglichte noch 1945 eine notdürftige Nutzung der Wannen- und Brauseabteilung. Ein regulärer Schwimmbetrieb war dagegen nicht möglich, weil die Versorgung mit Warmwasser nicht gesichert werden konnte. Zwischenzeitlich sollte die kleine Halle als Kartoffellager für die Rote Armee dienen. Dies verhinderte aber das damalige Badpersonals durch persönlichen Einsatz.

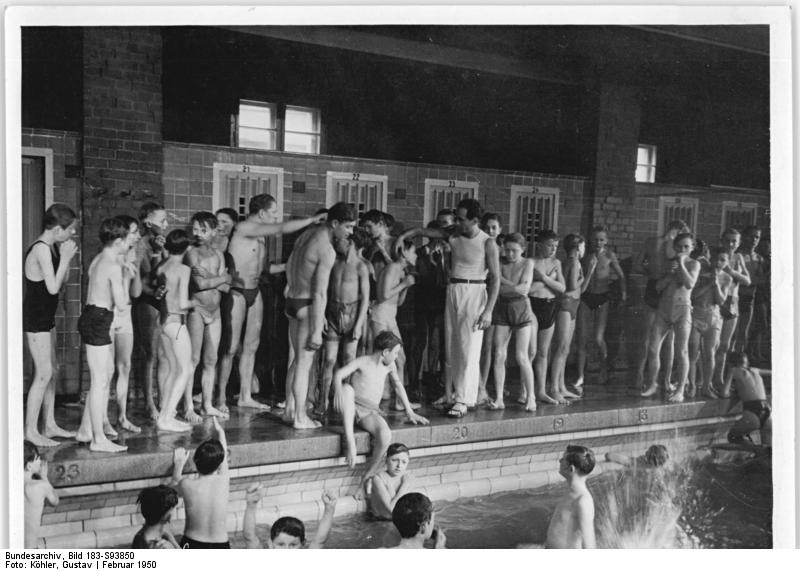
Schwimmunterricht im Stadtbad Lichtenberg, um 1950

Erst ab 1948 ließen die sowjetischen Behörden die Gründung von Betriebssportgemeinschaften wieder zu, und so entstand die BSG Medizin Lichtenberg mit ihrer Schwimmsektion, die das Stadtbad Lichtenberg als Trainings- und Wettkampfstätte benutzte. In den beiden Hallen fand dann jahrelang der in der DDR obligatorische Schwimmunterricht statt. Die Schüler kamen aus den Stadtbezirken Lichtenberg, Friedrichshain, ja sogar aus Köpenick. Weitere Vereine wie der Sportclub Dynamo trainierten hier, Rettungsschwimmer wurden ausgebildet, auch Wettkämpfe fanden in den Hallen statt. Damit eine Wettkampftauglichkeit gegeben war, wurden die Zugangstreppen in die Bassins mit Brettern abgedeckt, die Trennkette zwischen Nichtschwimmer- und Schwimmerbereich ausgehakt und der Wasserstand erhöht. Weitere Sportabteilungen beispielsweise Wasserball oder Turmspringen gründeten sich, und die Jugendlichen trainierten in den Hallen erfolgreich. (Die Knaben der BSG Medizin Lichtenberg, Sektion Wasserball, wurden 1957 Berliner Meister der Betriebssportgemeinschaften.) In dieser Zeit gab es in den Ost-Berliner Stadtbezirken nur Schwimmhallen in Lichtenberg, Prenzlauer Berg (Stadtbad Oderberger Straße), Friedrichshain (Friesenstadion) und Mitte (Gartenstraße).
Als im Zusammenhang mit der Errichtung kompletter Neubauviertel in den östlichen Stadtbezirken ab Ende der 1960er Jahre dort auch neue lichtdurchflutete Schwimmhallen entstanden, verlor das Hubertusbad seine über den Bezirk hinausgehende Bedeutung. Hinzu kam, dass nun Baumängel, die bereits seit der Fertigstellung vorhanden waren, immer gravierender wurden, 1988 musste deshalb zunächst die große Halle geschlossen werden. Grund war ein Defekt an der Wasseraufbereitungs- und Heizungsanlage, der sich nicht mehr beheben ließ.
Nach dem Mauerfall und dem schrittweisen Zusammenwachsen der gesamten Stadt galten die bisherigen bundesdeutschen Vorschriften für solche Einrichtungen, Geld für Reparaturen stand nun auch nicht mehr bereit. Als 1991 die Hauptwasserzuführung kaputtging, mussten auch die kleine Halle und alle anderen Badeinrichtungen geschlossen werden. Die kleine Halle diente dann zweckentfremdet als Lagerhalle.
Aus einer Bürgerinitiative heraus gründete sich 1999 ein Förderverein Hupe e. V., um eine Sanierung und Wiederinbetriebnahme des Stadtbades zu unterstützen. Dieser Verein löste sich jedoch 2003 auf. Am 30. Juni 2001 ging das kommunale Stadtbad nunmehr in das Eigentum des Liegenschaftsfonds über, der in Sachen Wiederbelebung oder Gewinnung von Investoren jedoch nicht erfolgreich war.
→ Siehe Entwicklung seit 2006

## Baubeschreibung

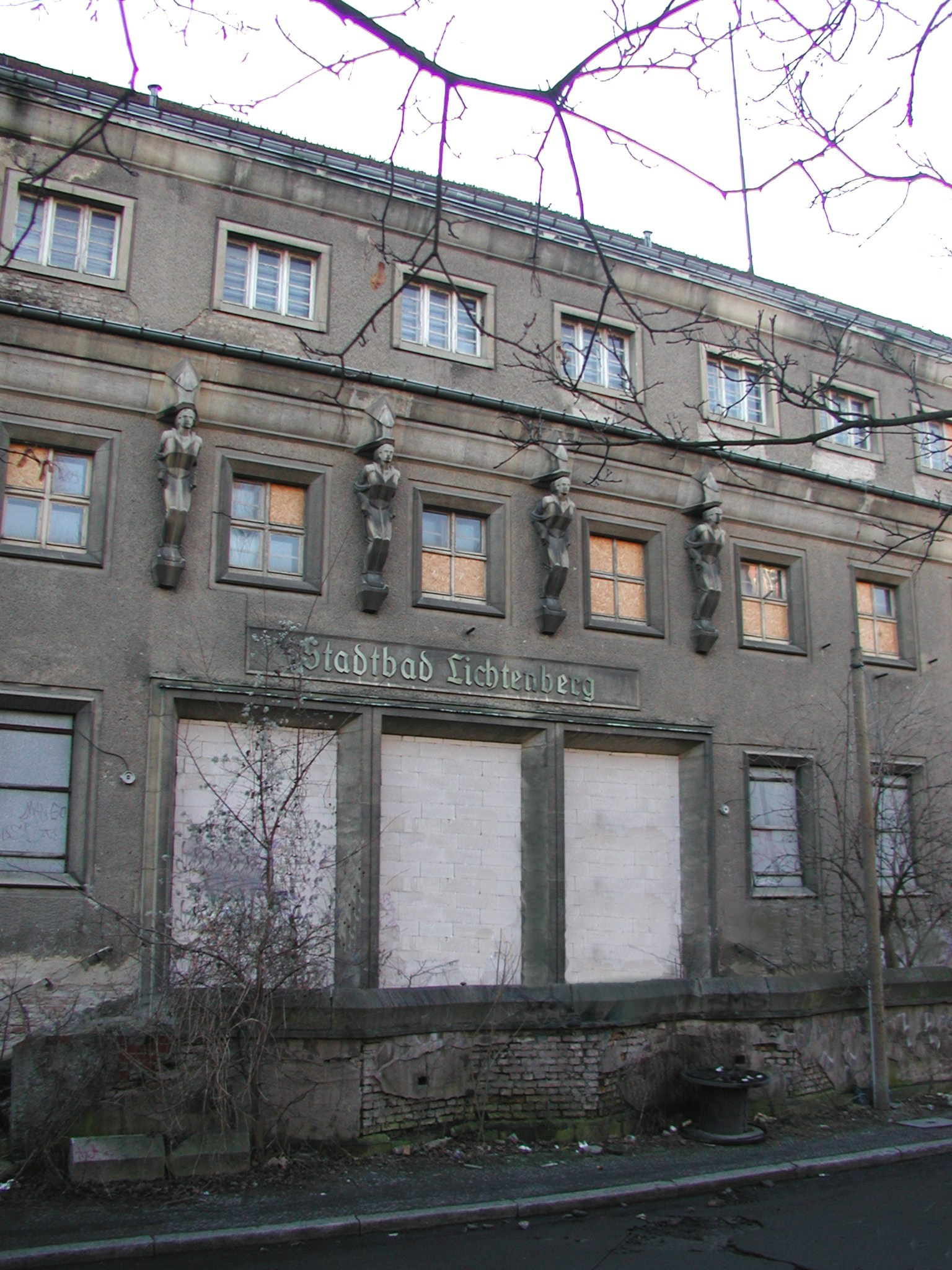
Ansicht des Eingangsbereichs mit Freitreppe und Figurenschmuck über den zugemauerten Portalen

### Grundriss
Der dreigliedrige Baukörper steht in Ost-West-Richtung zwischen der Atzpodienstraße und der Hubertusstraße unmittelbar neben dem Oskar-Ziethen-Krankenhaus. Er wird von einem um drei Lichthöfe gelagerten Mitteltrakt (für die Wannen-, Brause-, medizinischen und Luftbäder), sowie den beiden Flügeln mit den Schwimmhallen gebildet. Der westliche Flügel nimmt die große Halle mit einem 25-Meter-Becken und der östliche Flügel die kleine Halle mit einem 20-Meter-Becken auf. An den östlichen Flügel schließt sich das Beamtenwohnhaus an, in dem das Badpersonal wohnte. Rückwärtig, auf dem südlichen Teil des Grundstücks, befindet sich der Wirtschaftshof. Die Trennung zum Nachbargrundstück erfolgt durch eine Brandmauer.

### Außenarchitektur

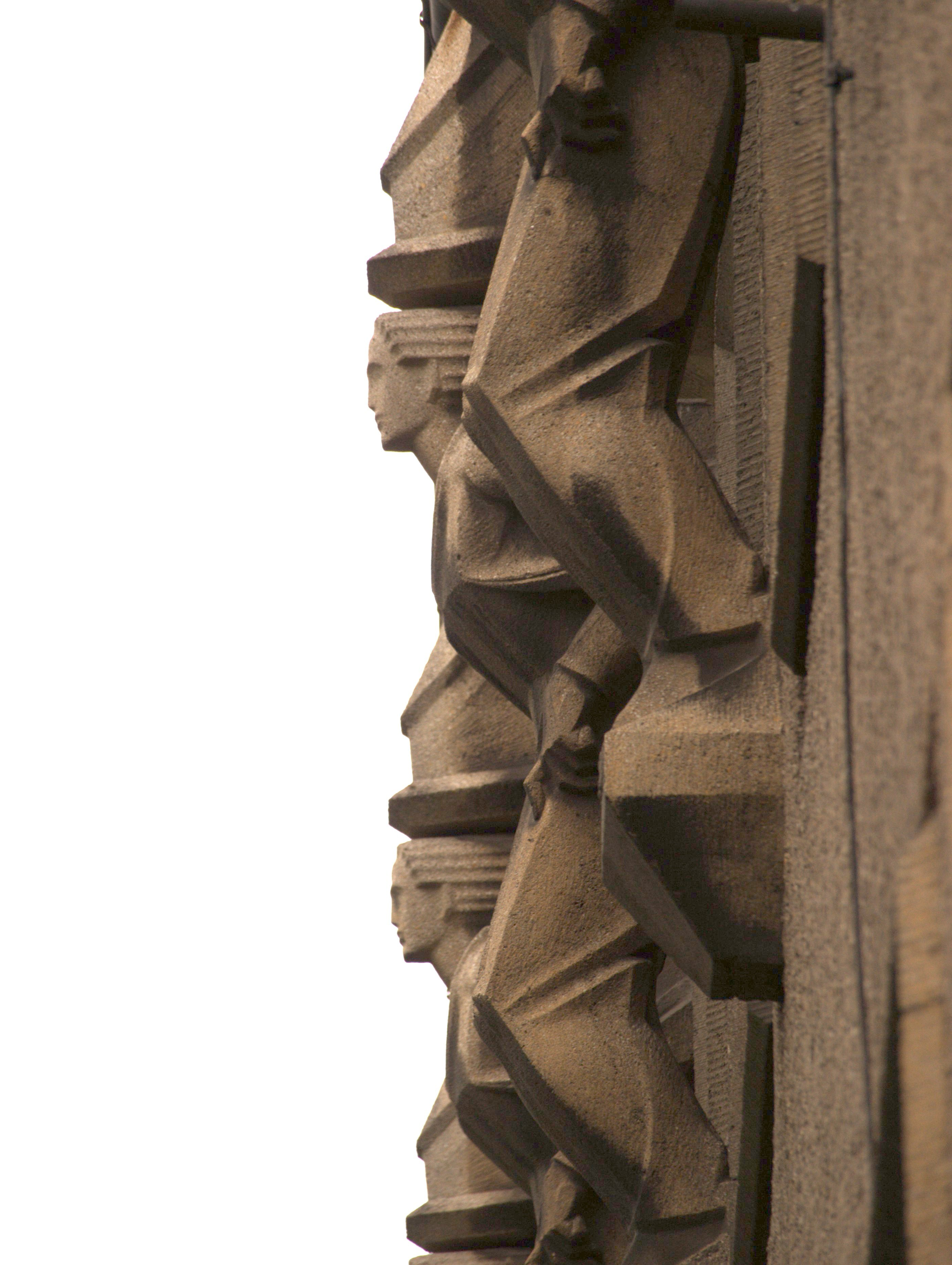
Detailaufnahme der Springerfiguren

Die Fassaden der Lichthöfe sind mit ockerfarbenen Klinkern verkleidet. Die Außenfassaden sind mit grauem Putz ausgeführt (kein Original). Über den ursprünglichen Putz ist nichts bekannt.
Zum dreitürigen Haupteingang führt eine Freitreppe hinauf. Über dem Eingang ist der plastische Fraktur-Schriftzug „Stadtbad Lichtenberg“ zu sehen, mittig zwischen den Fenstern des Obergeschosses stehen vier abstrahiert dargestellte Wasser-Springerfiguren, die der Bildhauer Ludwig Isenbeck schuf.
Die beiden Flügel mit den Schwimmhallen sind mit Walmdächern abgeschlossen.

### Erdgeschossbereich
Das Stadtbad betraten die Besucher durch den Haupteingang im Erdgeschoss. Das Foyer war mit einem Kassenbereich und geschwungenen Treppen einladend gestaltet. Durch die bodentiefen Fenster war im mittleren Lichthof die von Karl Trumpf gefertigte und im Jahr 1920 aufgestellte Plastik Ruhendes Mädchen mit Badekappe zu sehen. Die mit gusseisernen Geländern versehenen Treppen verbinden alle Etagen des Hauses. Für alte und kranke Besucher gab es einen Aufzug.
Die beiderseits angeordneten Hallen waren durch einen gekachelten Vorraum erreichbar, in dem die Straßenbekleidung abgelegt werden musste.

### Große oder Männerschwimmhalle
Die große Schwimmhalle, Bahnlänge 25 Meter, war mit türkisfarbenen Fliesen gegliedert und geschmückt, das Becken war mit rautenförmigen Fliesen, die den Farbton der Halle aufnahmen, ausgekleidet. Der geneigte Boden des Wasserbeckens reichte von etwa 50 Zentimeter bis zu zirka 3,50 Meter Wassertiefe. An der Schmalseite (Südseite), an der sich auch die Duschräume befanden, führten zwei seitliche Treppen in den Flachbereich. Eine andere Treppe führte aufwärts in das Galeriegeschoss. Bei einem Abstand zu den Zugangstreppen von 5 Metern trennte eine lederummantelte Kette den Nichtschwimmer- vom Schwimmerbereich, sie reichte einmal quer über das Bassin. Für die Schwimmer gab es im Tiefwasserbereich seitwärts Ausstiegsleitern, von denen auch die Sprunggelegenheiten erreicht werden konnten. Bei normaler Benutzung waren dies feste kleine Startblöcke. Für Sprungübungen oder Wettkämpfe konnten Ein-Meter-Sprungbretter heruntergelassen werden, die bei Nichtgebrauch senkrecht am Galeriegeländer befestigt waren. Ein auf Metallrohren ruhender Drei-Meter-Turm stand in der Mitte an der tiefen Wasserseite.

### Kleine oder Frauenschwimmhalle
Die kleine Schwimmhalle mit einer Bahnlänge von 20 Metern, ursprünglich nur zur Benutzung durch Mädchen und Frauen geplant, war mit braunen und erdfarbenen Fliesen ausgekleidet. Wasserbecken, Duschen, Umkleidemöglichkeiten, Sprungbretter und Turm waren spiegelbildlich zur großen Halle angeordnet.

### Umkleideräume und Kabinen
Die zahlreichen Umkleidemöglichkeiten verteilten sich auf den Erdgeschossbereich und auf den Galeriebereich. Die bequemeren Kabinen waren von der Rückseite durch den Stiefelgang zu betreten. An der Wand neben der Kabine befand sich ein Schiefertäfelchen, auf das die Angestellten die Zeit des Eintritts mit Kreide notierten, da der normale Aufenthalt auf eine Stunde begrenzt war. Aus jeder Kabine führte eine Tür direkt nach vorn, zum Badebereich, doch vor Betreten des Schwimmbeckens musste eine Körperreinigung ohne Badebekleidung vorgenommen werden; die Badefrauen kontrollierten dies stichprobenartig.
An der Südseite der beiden Hallen auf der Galerie gab es einen offenen Umkleidebereich mit kleinen Spinden, die durch Vereine oder Schüler zu benutzen waren. Über den Umkleideräumen der großen Halle befand sich ein Turnsaal.

### Erstes Obergeschoss: Duschen, Wannen, Turnsaal
In der Wannenabteilung im ersten Obergeschoss gab es 68 Badekabinen mit je einer Emaillebadewanne darin. Hier konnten Menschen, die keine Dusche oder Badewanne in der Wohnung hatten, für wenig Geld die Körperreinigung durchführen. Zusammen mit der Eintrittskarte wurden dazu kleine Seifenstückchen erworben.
Im gleichen Geschoss erreichten die Besucher die Galerie über den Schwimmbecken. Hier gab es neben den schon genannten Umkleidemöglichkeiten auch eine kleine Tribüne für Zuschauer bei Wettkämpfen.

### Zweites Obergeschoss: Saunen und medizinische Bäder

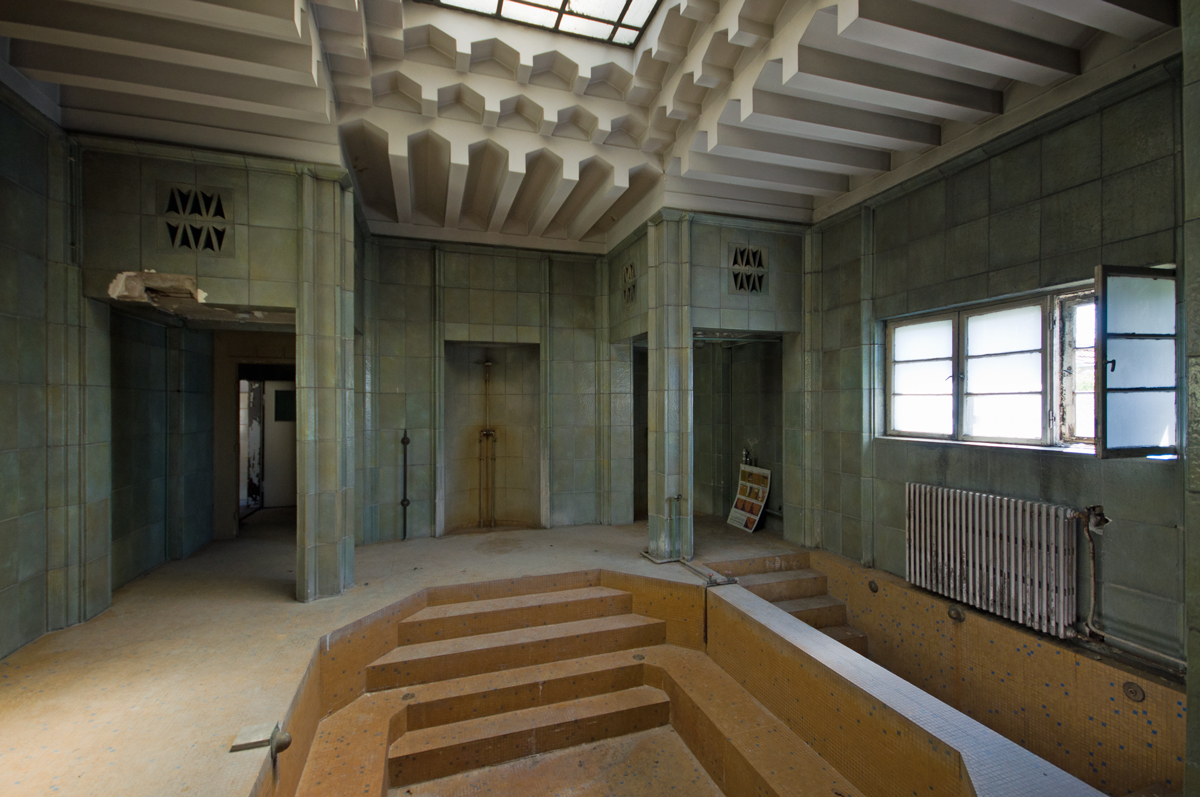
Kaltwasserbecken
(Zustand 2009)

Im zweiten Obergeschoss befanden sich auch Saunen mit den entsprechenden Duschen und Tauchbecken. Im vorderen Gebäuderiegel war die Abteilung für medizinische Wasseranwendungen untergebracht.

### Dachgeschoss: Sonnendeck
Der mittlere Bereich des Dachgeschosses wurde als Sonnenterrasse genutzt und war von hölzernen Umkleidekabinen umgeben. Diese Terrasse war über die Galerien der Hallen sowie über das zentrale Treppenhaus erreichbar. Auch eine Ausleihmöglichkeit für Liegestühle war vorhanden.

### Untergeschoss: Serviceräume
Im Untergeschoss des Mitteltrakts wurden straßenseitig (Nordseite) Räume für den Friseur (ab 1931), das Wäschelager sowie eine Flickstube untergebracht.

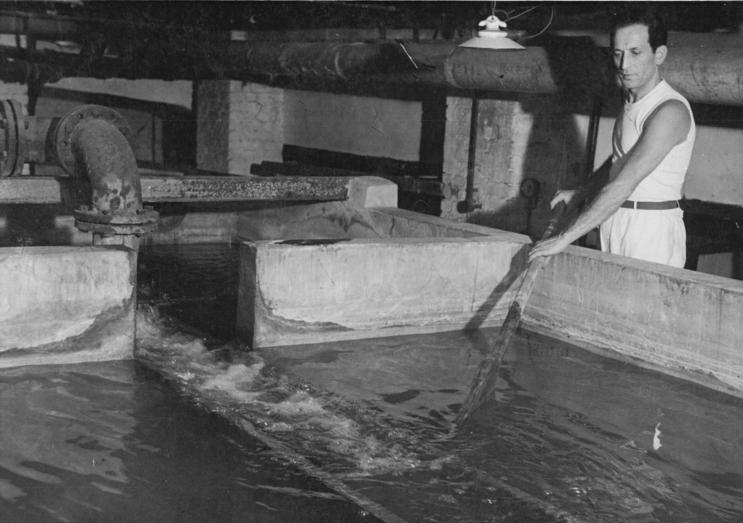
Bademeister bei der Wasserreinigung: Schwebstoffe werden entfernt, 1950

Im Kellergeschoss war die Technik für den Wasserdurchfluss und die Reinigungsanlage untergebracht. Zu den Aufgaben der Bademeister gehörte auch deren Wartung.

## Entwicklung seit 2006

### Zustandsanalyse, Ideensuche, Verkaufsversuche
Im Jahre 2006 befasste sich eine Gruppe von Studenten der Fachhochschule für Technik und Wirtschaft (FHTW) (heute: Hochschule für Technik und Wirtschaft) ausführlich mit dem Stadtbad Lichtenberg. Außer einer Zustandsanalyse, der Darstellung der Gesamtsituation im Bezirk Lichtenberg und anderen sozialen und wirtschaftlichen Faktoren entwickelten die Studenten eine Konzeption, wonach mit einem Kostenaufwand von rund sechs Millionen Euro ein „innovatives Gesundheitszentrum“ entstehen sollte. Dies könnte im Gebäude Arztpraxen, Sporttherapieeinrichtungen, Rehabilitationsmöglichkeiten, Wasserbehandlungen und alternative Therapien anbieten, in enger Zusammenarbeit mit dem benachbarten Oskar-Ziethen-Krankenhaus. Als Nutzer waren betroffene Bevölkerungsschichten vorgesehen sowie Schulen, Kinder- und Senioreneinrichtungen.
Als Kaufinteressent trat 2006 die Suchthilfe-Organisation Blaues Kreuz Deutschland auf, die den Gebäudekomplex für einen Euro erwerben und als Jugendzentrum betreiben wollte. Es fanden sich jedoch keine Banken bereit, das Geld für eine minimale Sanierung bereitzustellen, deren Summe auf 3 Millionen Euro beziffert wurde. Eine Nutzung als türkisches Bad wurde ebenfalls für denkbar gehalten. Gelegentlich diente der Bau als Drehort für Filmaufnahmen. Zuletzt wurden hier Szenen für den Vampirfilm Wir sind die Nacht des Regisseurs Dennis Gansel gedreht. Verschiedene Initiativen und auch der zeitweilig gebildete Förderverein Hupe e. V. kämpften jedoch erfolglos für eine Sanierung.

### Aktivitäten für eine Revitalisierung bis 2013
Nach einer Führung durch das Gebäude im Sommer des Jahres 2010 beschloss eine Gruppe engagierter Bürger, einen weiteren Anlauf zur Rettung des Bades zu unternehmen. Sie wertete die Ergebnisse der Bürgerbefragung zum Sanierungsgebiet Frankfurter Allee Nord aus, führte zahlreiche Gespräche und am 19. März konstituierte sie sich als Initiativgruppe „Licht an im Hubertusbad! Initiative für die Sanierung und Belebung des Stadtbades Lichtenberg“. Zu den Erstunterzeichnern gehörte auch die Abgeordnete Birgit Monteiro. Durch den Beschluss des Berliner Senats vom März 2011, das Gebiet Frankfurter Allee Nord zum Sanierungsgebiet zu erklären, waren die Chancen für eine Wiederbelebung des Hubertusbades deutlich gestiegen. Die Initiative sammelte 1904 Unterschriften und lud alle Interessenten, Investoren und Entscheidungsträger ein, an der Entwicklung eines Nachnutzungskonzeptes mitzutun. Die Akteure entwickelten viele Ideen, die von einer kleinteiligen Nutzung, generationenübergreifendem Wohnen, Galerien, Gastronomie bis zu neuen Bademöglichkeiten reichten. Am 8. Juni 2011 fand unter Leitung der Initiative eine Hubertusbad-Konferenz in der Alten Pfarrkirche mit rund 60 Teilnehmern statt. Hier wurde festgestellt, dass ein großes Interesse an einer Sanierung des Stadtbads vorhanden ist und zwar seitens der Einwohner, auch seitens des benachbarten Sana-Klinikums und der Bezirksbehörden. Im August 2011 wurde die Unterschriftensammlung an das Bezirksamt übergeben.
Im Anschluss an diese Aktivitäten kümmerte sich der im Bezirk ansässige Architekt und Projektentwickler Sebastian Wagner um eine erste Zusammenfassung der Ideen und ihre mögliche Umsetzung in konkrete Maßnahmen. Er schlug vor, nach einer umfassenden Gebäudesanierung (geschätzte Kosten um 20 Millionen Euro) die große Schwimmhalle in einen Bade- und Wellnessbereich zur öffentlichen Nutzung umzuwandeln. In den Bauteil der kleinen Halle könne ein Hotel einziehen. Details und Ergebnisse der Verhandlungen mit dem Liegenschaftsfonds zum Konzept und einem möglichen Verkauf an Investoren sollten anlässlich einer weiteren Hubertusbad-Konferenz präsentiert werden. Im Januar 2013 erfolgte die Ernüchterung – der letzte Interessent sprang ab.

### Protestaktion gegen Untätigkeit
Weil alle oben genannten Ansätze und Initiativen für den Baudenkmalskomplex zu keinem Ergebnis geführt hatten, er zwischenzeitlich sogar als nicht mehr standsicher galt, wurde er gesperrt. Der Lichtenberger Bürgermeister Andreas Geisel und die Abgeordnete Birgit Monteiro, die Initiatorin von Licht an im Hubertusbad!, organisierten deshalb im August 2012 medienwirksam – mit Badekleidung und weiteren Schwimmutensilien ausgerüstet – eine Aktion gegen die Untätigkeit des Eigners vor dem Gebäudehaupteingang in der Hubertusstraße. Beteiligt hatten sich 68 Personen.
Die Interessenten einer Wiedernutzung gründeten am 16. Oktober 2012 einen neuen Förderverein Stadtbad Lichtenberg e. V. Eine seiner ersten Aktivitäten war eine Begehung des Stadtbades zusammen mit Verantwortlichen des Liegenschaftsfonds. In beiderseitigem Einvernehmen wurde festgestellt, dass das Gebäude nicht einsturzgefährdet ist. Nun sollte wieder verstärkt nach Investoren gesucht oder zumindest eine kulturelle Zwischennutzung ermöglicht werden.

### Kultur- und Veranstaltungsort
Im Jahr 2016 fasste der Senat von Berlin einen Entschluss, der einer Wiederbelebung des Bades einen großen Schritt näher kam: der Komplex bleibt Eigentum des Landes Berlin. Im Auftrag der Stadt kümmert sich seitdem das Unternehmen Berliner Immobilienmanagement (BIM) um Möglichkeiten der Nachnutzung.
Eine Wiederaufnahme des Badebetriebes ist wegen der hohen Investitionskosten und der Unwirtschaftlichkeit eines laufenden Betriebes nicht mehr vorgesehen. Daher soll das Stadtbad Lichtenberg sowohl Veranstaltungsort als auch Begegnungszentrum im Kiez werden. Zur langfristigen Erreichung dieses Zieles wurde ein Zwei-Stufen-Plan beschlossen und unter Beteiligung der Öffentlichkeit in einem Konkretisierungs- und Planungsworkshop vertieft:
- Im ersten Bauabschnitt, der Anfang des Jahres 2022 abgeschlossen war, wurden aus dem Haus mehrere Tonnen Bauschutt entfernt sowie Elektroanschlüsse und Sanitäranlagen im linken (östlichen) Gebäudeteil wieder hergerichtet. Über das Becken der ehemaligen Frauenschwimmhalle wurde ein Holzboden gezogen, auf dem ab 2022 Ausstellungen, Workshops, Tanzabende und Galadinners veranstaltet werden. Auf diesem Parkettboden können bis zu 200 Personen platziert werden. Dies ist zunächst eine Zwischennutzung, bis 2026 das gesamte Bad instand gesetzt sein soll. – Im Jahr 2020 eröffnete im Erdgeschoss dieses Bauflügels die Lichtenberger Anlaufstelle für Bürgerbeteiligung.[15]
- Im zweiten Bauabschnitt sollen zunächst die Gebäudehülle denkmalgerecht saniert und die gesamte Immobilie brandschutztechnisch ertüchtigt sowie die Haustechnik mit Wasser- und Elektroanlagen erneuert werden. Die Halle mit dem ehemaligen Herrenschwimmbad soll nun ebenfalls für multivalente Nutzungen hergerichtet werden, sie soll bis zu 400 Personen für Veranstaltungen Platz bieten.[16] Termine können derzeit nicht genannt werden, weil die notwendigen Haushaltsmittel für die Weiterführung der Bauarbeiten nun erst ab dem Jahr 2027 zur Verfügung stehen werden. Gegebenenfalls können 2024 erste Arbeiten an der Gebäudehülle begonnen werden, die Innenausbauarbeiten könnten später mit den zu gewinnenden Mietern nach deren konkreten Bedürfnissen geplant und realisiert werden.[15]

Die inneren Bauschäden wurden trotz weiterhin ungesicherter Perspektive in kleinen Schritten beseitigt und es gibt seit 2024 temporäre Veranstaltungen unter dem Oberbegriff Stadtbad reloaded – Lost Place meets Digital Art wie eine Kunstausstellung im Jahr 2024, oder eine Licht-Kunst-Ausstellung mit dem Titel Ambilight in einer der Hallen, von 2024 bis 30. März 2025.